# Mikoto Misaka
Misaka Mikoto (御坂 美琴 Misaka Mikoto?), apodada Railgun (超電磁砲 Chōdenjihō?), es un personaje ficticio de la serie To Aru Majutsu no Index.

## Perfil
Mikoto tiene pelo corto y castaño claro. Sus ojos son del mismo color que su pelo. Para la mayoría de las personas, Mikoto es una dama, pero en realidad, es de mal genio, orgullosa y tiene modales que en ocasiones no son muy femeninos, posee además pequeñas inseguridades con tendencias tsundere, algo que pocas personas conocen. A pesar de ello, generalmente es amable y tolerante. Muchas veces, ella muestra un lado increíblemente infantil, egoísta y competitivo, además de que tiene una inclinación hacia las cosas lindas. Sin embargo tiene un fuerte sentido de justicia y como Touma, no duda a ayudar a la gente cuando la necesita. Mikoto ha demostrado ser muy inteligente, como cuando ayuda a Touma con sus tareas del colegio, pese a que él es 2 años mayor que ella.

## Antecedentes
Mikoto es la hija de Misuzu Misaka y Tabikake Misaka, un importante hombre de negocios. Entró en Ciudad Academia a temprana edad y se distinguió como una niña prodigio, inicialmente partiendo como nivel 1 y subir su camino hasta convertirse en una esper de nivel 5. Esto la hizo un candidato perfecto para el proyecto Radio Noise, que tenía la intención de fabricar clones de ella para uso militar. Mikoto voluntariamente dio una muestra de su ADN a los investigadores después de que estos la engañaran, diciéndole que el objetivo del proyecto era darle poderes eléctricos a personas que no tienen la capacidad de controlar adecuadamente sus músculos para que así pudieran curarse de su enfermedad al controlar sus músculos mediante la electricidad. 
Más tarde ella se inscribe en la escuela media Tokiwadai, una prestigiosa escuela de élite para chicas ubicada en Ciudad Academia. Una noche Mikoto se encuentra molestada por delincuentes, cuando un cierto niño llamado Touma Kamijou intenta salvarla de ellos (a pesar de que ella no necesita ninguna ayuda). Después de accidentalmente insultar a Mikoto al intentar convencer a los delincuentes a que dejen de molestarla, Mikoto lanza furiosamente un poderoso ataque eléctrico. El ataque deja inconscientes a todos los delincuentes pero Touma usa su poder para salir ileso, lo cual sorprende a Mikoto. Debido a este encuentro inicial, Mikoto declara que Touma es su rival y constantemente intenta hacer que tenga un duelo con ella.
Más tarde, se da cuenta de que está enamorada de él.

## Cronología (To Aru Majutsu no Index)
Novela 1: se ve a Mikoto constantemente desafiando y peleando contra Touma.
Novela 3: coincide con el arco de las Sisters en To Aru Kagaku no Railgun, solo que contada desde el punto de vista de Touma.
Novela 5: Mitsuki Unabara, el nieto del director de la escuela de Mikoto, esta siguiéndola y queriendo tener una cita con ella. Para sacárselo de encima decide fingir ser la novia de Touma Kamijou y lo convence forzudamente de tener una falsa cita con ella. Resulta que ese Unabara era un impostor, un mago azteca llamado Etzali con un hechizo que le permite tomar el aspecto de otros. Etzali tenía como misión asesinar a Mikoto Misaka por su conexión con Touma Kamijou que es una amenaza para el mundo de la magia, aunque Mikoto no sabe nada de esto. Touma derrota al mago pero el edificio en el que estaban se comienza a derrumbar, increíblemente las vigas de metal no los golpearon (Mikoto usó su electromagnetismo para salvarlos). El mago termina confesando que está enamorado de Mikoto y ya que no puede protegerla le pide a Touma que lo haga, quien le promete que la protegerá a ella y al mundo que la rodea. Mikoto escucha a escondidas lo que dicen y termina sonrojándose y enamorándose más de Touma.
Novela 6: la maga Sherry Cromwell se infiltra en Ciudad Academia. Mikoto y Kuroko intentan detener a la intrusa. En este arco es cuando Mikoto conoce a Index, con quien parece formar una rivalidad por Touma (aunque con el tiempo mejora su relación). Al final la hechicera es derrotada por Touma.
Novela 8: Awaki Musujime junto con otros espers intenta reconstruir el Tree Diagram, la computadora que realizó los cálculos del experimento nivel 6, utilizando un remanente de mismo. Esto podría provocar el reinicio del experimento y, por tanto, la muerte de las Sisters. Mikoto, las Sisters, Kuroko y Touma intentan atrapar sin éxito a Awaki. Al final es Accelerator, quien ha cambiado su mentalidad y busca redimirse, el que derrota a Awaki y destruye el remanente.
Novelas 9 y 10: Mikoto participa en el festival deportivo de Ciudad Academia y hace una apuesta con Touma sobre cual de sus escuelas gana, el perdedor tiene que hacer todo lo que diga el ganador durante todo un día. Mikoto termina ganando.
Novelas 12 y 13: Mikoto tiene una cita con Touma gracias a la apuesta, sin embargo ese mismo día la organización más secreta de la Iglesia católica, el Asiento Derecho de Dios, envía a uno de sus miembros, Vento del Frente, a asesinar a Touma. Mikoto ayuda a Touma y a Index a escapar de las fuerzas especiales de Ciudad Academia.
Novela 14: Mikoto se entera de la pérdida de memoria de Touma al espiar una de sus conversaciones entre Touma y un miembro del Asiento Derecho de Dios, Terra de la Izquierda, por medio de su celular.
Novela 16: Mikoto le dice a Touma de que sabe sobre su perdida de memoria y también se da cuenta de que está enamorada de Touma.
Novelas 20, 21 y 22: el líder del Asiento Derecho de Dios, Fiamma, desata la tercera guerra mundial para conseguir su objetivo de crear un nuevo mundo y Touma intenta detenerlo. Mikoto decide que ha llegado su hora de ayudar a Touma y parte hacia el lugar donde se encuentra Touma, Rusia. Allí se encuentra con una de sus clones y juntas detienen un ataque nuclear ruso dirigido a Ciudad Academia. Después de robar un avión, ambas se dirigen hacia la fortaleza voladora de Fiamma, la Estrella de Belén, para rescatar a Touma pero este se niega a abandonar la fortaleza antes de destruirla porque de lo contrario al estrellarse causaría una catástrofe. Al regresar a Ciudad Academia, Mikoto entra en una depresión porque cree que Touma a muerto en la Estrella de Belén.
Novela NT2: Mikoto se reecuentra con Touma quien resultó sobrevivir. Touma le dice que unos nuevos enemigos están por sumir a Ciudad Academia en el caos y que debe detenerlos a lo que Mikoto le responde que no intentara detenerlo porque él nunca escucha lo que le dicen, pero justo cuando Touma esta por irse, Mikoto agarra su mano y le dice que ya no está solo. Con esto Mikoto es introducida dentro del mundo de la magia.
Novela NT3: Gremlin, una organización global que es una fusión de la magia y la ciencia. Al parecer, esta organización misteriosa apareció de repente después de la Tercera Guerra Mundial y está trabajando en secreto en Hawái. Touma y los demás se dirigen a Hawái. El grupo se compone de Touma Kamijou, Mikoto Misaka, Accelerator, Shiage Hamazura, Misaka Worst, Umidori Kuroyoru y Leivinia Birdway. En el momento en que llegan a Hawái, el ataque por parte de la los Gremlins empieza. Durante las múltiples batallas que se libran en Hawái, el grupo recibe la inesperada ayuda del presidente de Estados Unidos, Roberto Katze.

## Cronología (To Aru Kagaku no Railgun)

### Level Upper
Una serie de incidentes por parte de espers comienzan a suceder a lo largo de Ciudad Academia. Por alguna razón muchos de los espers incrementaron su poder más allá de su nivel, esto se debe al "Level Upper" (Subidor de Nivel), una canción que al ser escuchada teóricamente incrementa tu nivel. Mikoto y sus amigas, Kuroko Shirai, Kazari Uiharu y Ruiko Saten, trabajan para detener a los espers y la distribución del "Level Upper". Pero Saten no puede aguantar la tentación y lo usa, consigue finalmente una habilidad pero después de un tiempo termina en coma al igual que todos los otros usuarios del "Level Upper". Se descubre que lo que el "Level Upper" hace es modificar los cerebros de los usuarios para que se conecten como una red cerebral que incrementan el poder de sus usuarios pero con el efecto secundario de un coma. Finalmente se descubre a la creadora, Harumi Kiyama. Mikoto se enfrenta a Harumi, quien al ser la administradora de la Red puede usar las habilidades de todos sus usuarios. Después de una dura pelea, Mikoto consigue derrotar a Harumi quien confiesa que quería el poder de la red cerebral para curar a unos niños que habían sido sus alumnos y que habían quedado en coma debido a un experimento por parte de Gensei Kihara. Harumi pierde el control de la red y un monstruo de energía psíquica aparece. Uiharu utiliza una música vacuna que obtuvo de Harumi y lo transmite a todos los hospitales para curar a los usuarios del "Level Upper" y así debilitar al monstruo quien es finalmente derrotado por Mikoto. Harumi es puesta bajo custodia pero declara que no se rendirá para conseguir una cura.

### Big Spider
El grupo criminal "Big Spider" consigue un aparato sonico llamado "Capacity Down" que les impide a los psíquicos utilizar sus poderes y lo utilizan para atacar psíquicos. Mikoto y Kuroko junto con sus senpais Mii Konori y Wataru Kurozuma consiguen detener a Big Spider.

### Poltergeist
Una serie de temblores de desconocido origen denominados "Poltergeist" azotan Ciudad Academia. Mientras tanto Uiharu tiene una nueva compañera de cuarto, Erii Haruue. Erii se integra al grupo de Uiharu, Saten, Mikoto y Kuroko; pero esta última comienza a sospechar que ella tiene alguna conexión con los "Poltergeist" ya que siempre está presente en los lugares donde se manifiestan. Mikoto comienza a investigar y descubre que la causa es Harumi Kiyama intentando despertar a sus estudiantes con la ayuda del doctor Heaven Canceller. La unidad MAR (Multi Active Rescue) promete hacerse cargo de los niños pero resulta que su líder, Telestina Kihara Lifeline, secuestra a Erii y a los estudiantes en coma porque Erii comparte una conexión telepática con una de las estudiantes, Banri Edasaki, y gracias a una característica de la habilidad de Erii, al recibir la frecuencia telepática de los otros estudiantes podría alcanzar el nivel 6 a costa de provocar un devastador Poltergeist. Mikoto y todas sus amigas consiguen detener a Telestina y Harumi finalmente consigue despertar a sus estudiantes.

### Sisters
Un nuevo rumor aparece en Ciudad Academia, se dice que el ADN de Mikoto está siendo usado en secreto para la producción de clones de uso militar. Mikoto cree que este rumor no es real hasta que termina cruzándose con una de sus clones denominadas "Sisters" y descubrir un horrible experimento que se está llevando a cabo con ellas. El experimento se basa en que si el esper más fuerte, Accelerator, mata en combates a 20.000 Sisters podrá convertirse en el primer esper Nivel 6. Accelerator ya ha asesinado a 10.000 Sisters. Mikoto enfurecida ataca con todo a Accelerator pero este solo refleja sus ataques y cuando esta por matar a Mikoto las Sisters le advierten que esto podría provocar errores en el experimento por lo que Accelerator se retira. Mikoto intenta convencer a sus clones que todo este experimento está mal pero ellas responden que no les importa y que ni siquiera son humanas.
Mikoto queda sumida en una gran culpa por sentirse responsable de las muertes de las Sisters. Ellas fueron creadas con el ADN que Mikoto les había dado a unos científicos que la engañaron diciéndole de que usarían su poder para curar problemas del sistema nervioso. Incluso si fue con un engaño, ella sigue sintiéndose responsable y se decide a parar el experimento sola y cueste lo que cueste. 
Ya que no puede derrotar a Accelerator, su plan es destruir las instalaciones usadas para el experimento. Ella va destruyendo las instalaciones una por una. Los científicos del proyecto deciden enviar al equipo ITEM para detenerla y Misaka se ve obligada a pelear contra su líder, Shizuri Mugino, la cuarta psíquica más fuerte. Después de una dura pelea en una de las instalaciones, Mikoto consigue derrotar a Shizuri (sin matarla) y destruye la instalación. 
Aún con todas las instalaciones destruidas, los encargados del proyecto siguen contratando más y más instalaciones para ayudarlos, por lo que no importa cuántas destruya, el experimento no terminará. Viendo sus opciones agotadas, Mikoto llega a la conclusión más horrible, si las Sisters son creadas a partir de ella porque es fuerte, entonces si muere en un combate con Accelerator de forma patética, entonces se darán cuenta de que existe un fallo y tendrán que detener el experimento.
Mikoto está lista para suicidarse cuando es detenida por Touma Kamijou quien se había enterado del experimento. Touma convence a Mikoto que su plan suicida no está bien e incluso si se paraba el experimento las Sisters sentirían la culpa de su muerte. Touma propone un nuevo plan: el experimento se basa en que Accelerator es el más fuerte, pero si puede ser derrotado por un esper nivel 0 como Touma entonces el experimento se detendrá porque probara que Accelerator es débil. 
Touma convence también a las Sisters de que no merecen morir así y se enfrenta a Accelerator. El poder de Touma es negar las habilidades, por lo que Accelerator es incapaz de reflejar sus golpes. Sin embargo Accelerator usa el viento para atacar a Touma y está a punto de ganar cuando Mikoto y sus clones usan su electricidad para controlar las turbinas eólicas de Ciudad Academia con el fin de impedirle a Accelerator controlar el viento. Accelerator termina siendo derrotado por Touma y el experimento termina siendo cancelado. Antes de ser derrotado, Accelerator termina cuestionándose a sí mismo lo que ha estado haciendo todo este tiempo.
Mikoto va al hospital donde esta Touma para agradecerla. Touma nota que Mikoto sigue sintiendo culpa por las 10.000 Sisters que murieron, pero la convence de que no debería sentirse culpable sino orgullosa de haberle dado vida a las Sisters, esto consigue hacer que Mikoto deje de sentir culpa y empiece a desarrollar sentimientos por Touma. Ahora Mikoto considera a las Sisters como sus hermanas menores y estará dispuesta a protegerlas y ayudarlas en lo que necesiten.

## Poderes
El poder psíquico de Mikoto es Electromaster (電撃使い Dengeki Tsukai?), el cual le permite generar y controlar campos electromagnéticos. Sus poderes se clasifican en el nivel 5, el rango psíquico más alto, y se ubica como la tercera más fuerte de las siete personas que tienen este rango. Ella ha mostrado las siguientes formas de usar su poder:
- Disparar objetos metálicos a tres veces la velocidad del sonido. Ella llama a esta técnica Railgun.

- Lanzar descargas eléctricas.

- Manipular las partículas ferrosas del entorno para fabricar armas de Arena de Hierro.

- Usar su control sobre la electricidad para controlar o hackear cualquier aparato electrónico.

- Detectar campos eléctricos y magnéticos, concediéndole una percepción similar a la de un radar.

- Emitir una barrera eléctrica que la hace inmune a los poderes telepáticos, como el control mental.